# موسوری
موسوری (به انگلیسی: Mussoorie) یک منطقهٔ مسکونی در هند است که در بخش درادون واقع شده‌است. موسوری ۳۰٬۱۱۸ نفر جمعیت دارد و ۲٬۰۰۵ متر بالاتر از سطح دریا واقع شده‌است.